# Brachymeria lymantriae
Brachymeria lymantriae är en stekelart som beskrevs av Joseph, Narendran och Joy 1972. Brachymeria lymantriae ingår i släktet Brachymeria och familjen bredlårsteklar. Inga underarter finns listade.